# Шевченка (Чернігівський район)
Шевче́нка —  село в Україні, у Новобілоуській сільській громаді Чернігівського району Чернігівської області.
Первісно хутір Миколаївський, виник не раніше 1906 року. 
Населення становить 41 осіб. До 2020 орган місцевого самоврядування — Халявинська сільська рада.

## Історія
12 червня 2020 року, відповідно до розпорядження Кабінету Міністрів України № 730-р від «Про визначення адміністративних центрів та затвердження територій територіальних громад Чернігівської області», село увійшло до складу Новобілоуської сільської громади.
19 липня 2020 року, в результаті адміністративно-територіальної реформи та ліквідації колишнього Чернігівського району, село увійшло до складу новоутвореного Чернігівського району.

## Галерея

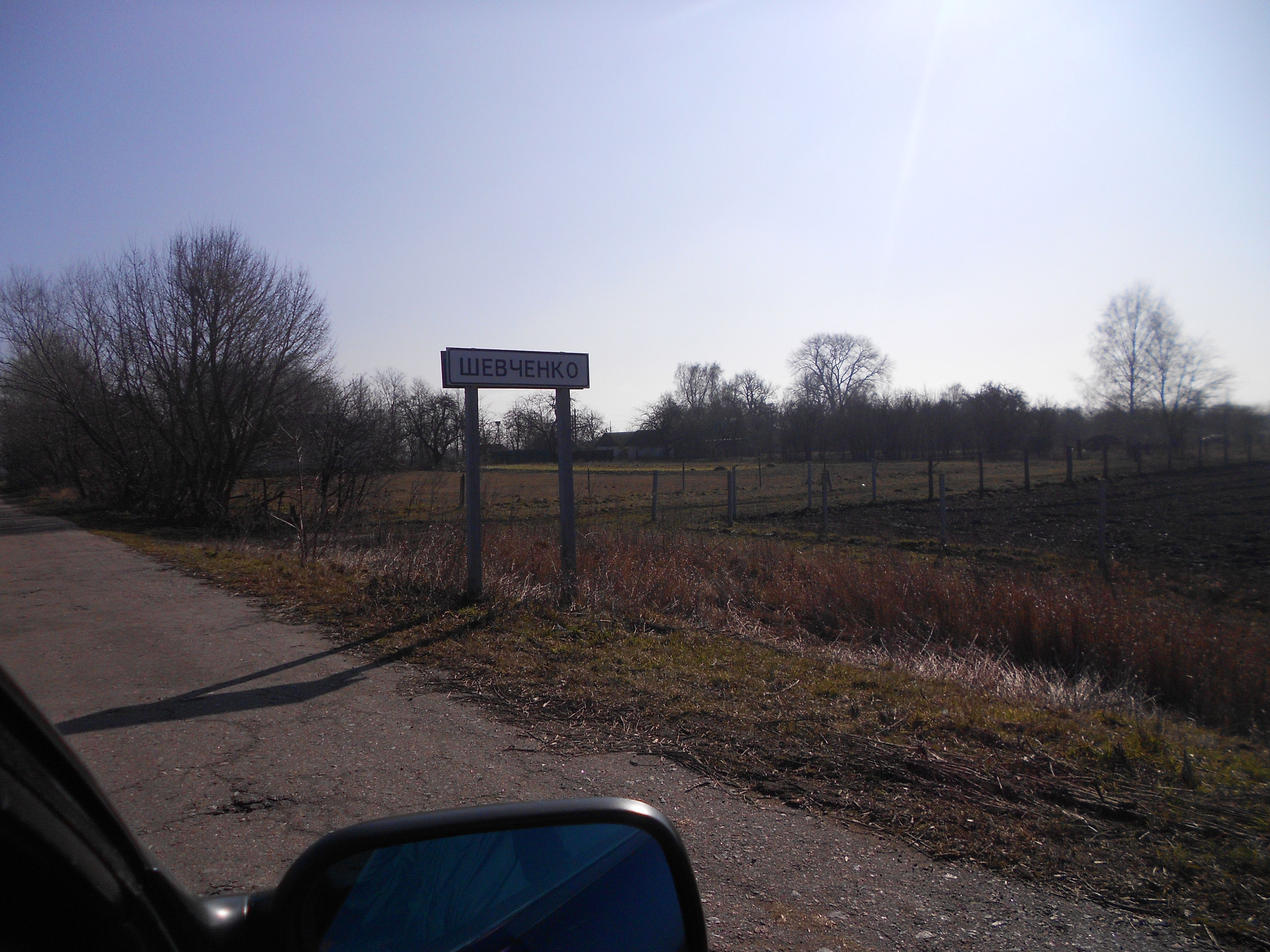
початок села
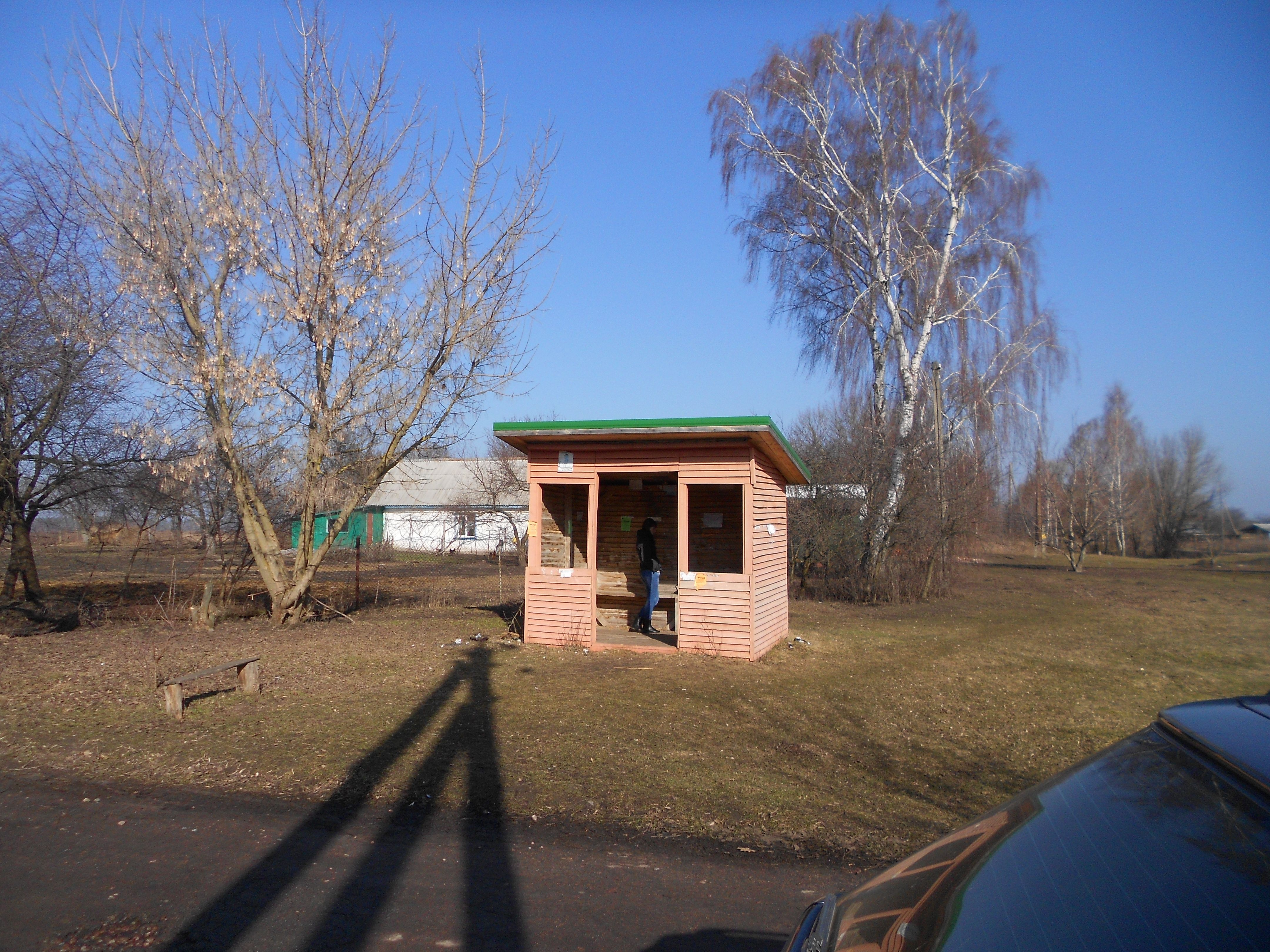
автобусна зупинка
типова вулиця
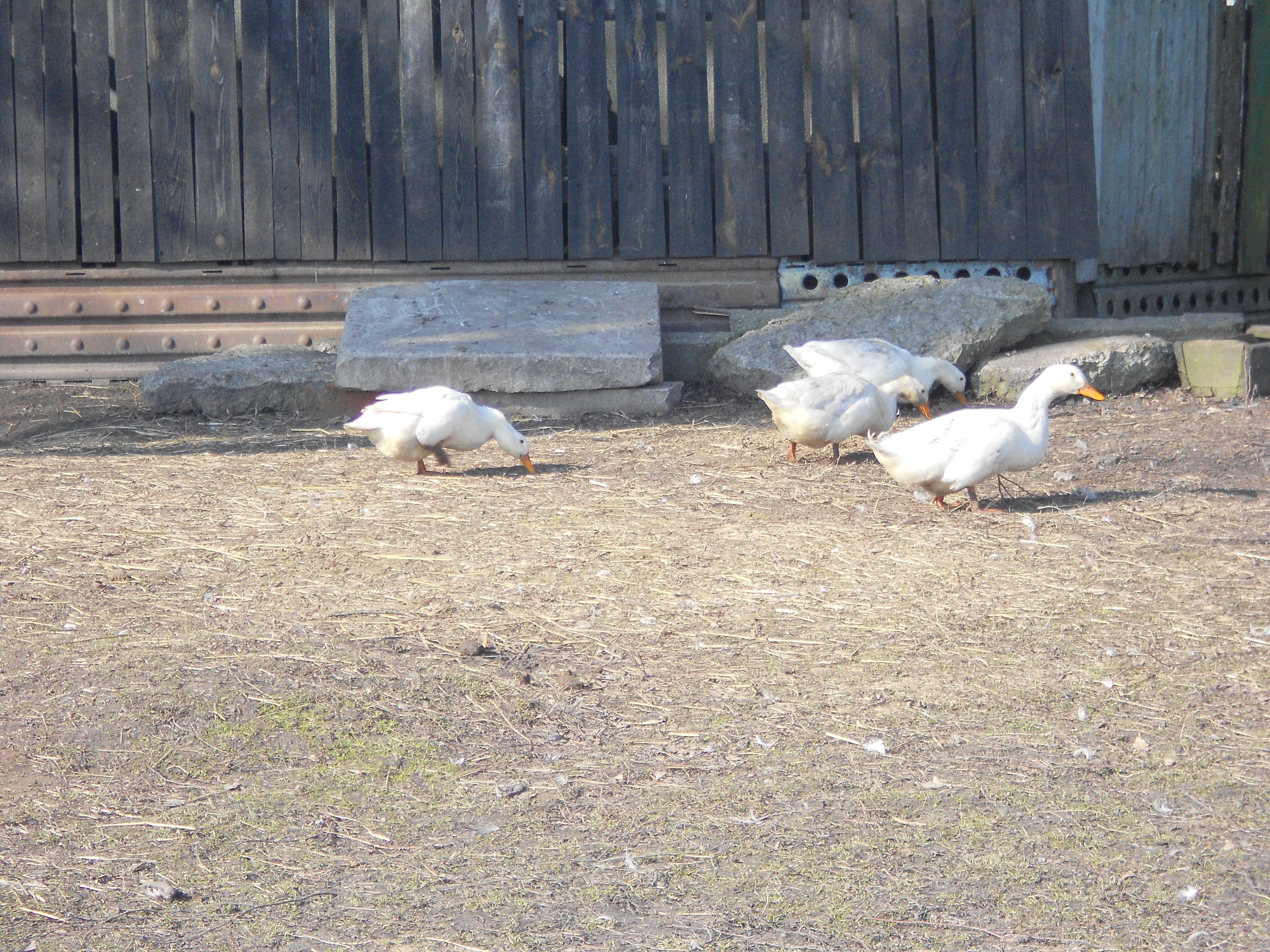